# Linea Tōkyū Tamagawa
La Linea Tōkyū Tamagawa (東急多摩川線?, Tōkyū Tamagawa-sen) è una linea ferroviaria suburbana giapponese a scartamento ridotto. Si estende nella parte sud-ovest della città di Tokyo tra le zone Tamagawa e Kamata, all'interno del quartiere Ōta ed è molto importante per il traffico dei pendolari.

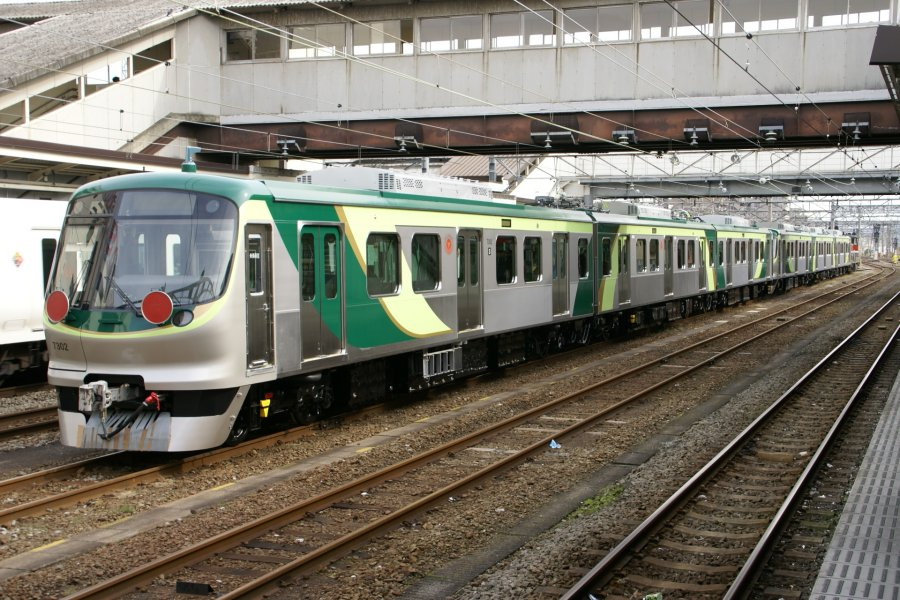
Un convoglio della linea 7000 serie

## Percorso
| Nome             | Giapponese | Distanza da Tamagawa | Collegamenti                                                        | Luogo |
| ---------------- | ---------- | -------------------- | ------------------------------------------------------------------- | ----- |
| Tamagawa         | 多摩川     | 0,0                  | Tōkyū Corporation: Linea Tōkyū Tōyoko, Linea Tōkyū Meguro           | Ōta   |
| Numabe           | 沼部       | 0,9                  |                                                                     | Ōta   |
| Unoki            | 鵜の木     | 1,9                  |                                                                     | Ōta   |
| Shin-Maruko      | 新丸子     | 2,6                  |                                                                     | Ōta   |
| Musashi-Nitta    | 武蔵新田   | 3,3                  |                                                                     | Ōta   |
| Yaguchinowatashi | 矢口渡     | 4,2                  |                                                                     | Ōta   |
| Kamata           | 蒲田       | 5,6                  | JR East: Linea Keihin-Tōhoku Tōkyū Corporation: Linea Tōkyū Ikegami | Ōta   |